# Spermophorides huberti
Spermophorides huberti is een spinnensoort uit de familie trilspinnen (Pholcidae). De soort komt voor in Spanje en Frankrijk.